# Charles Nodier

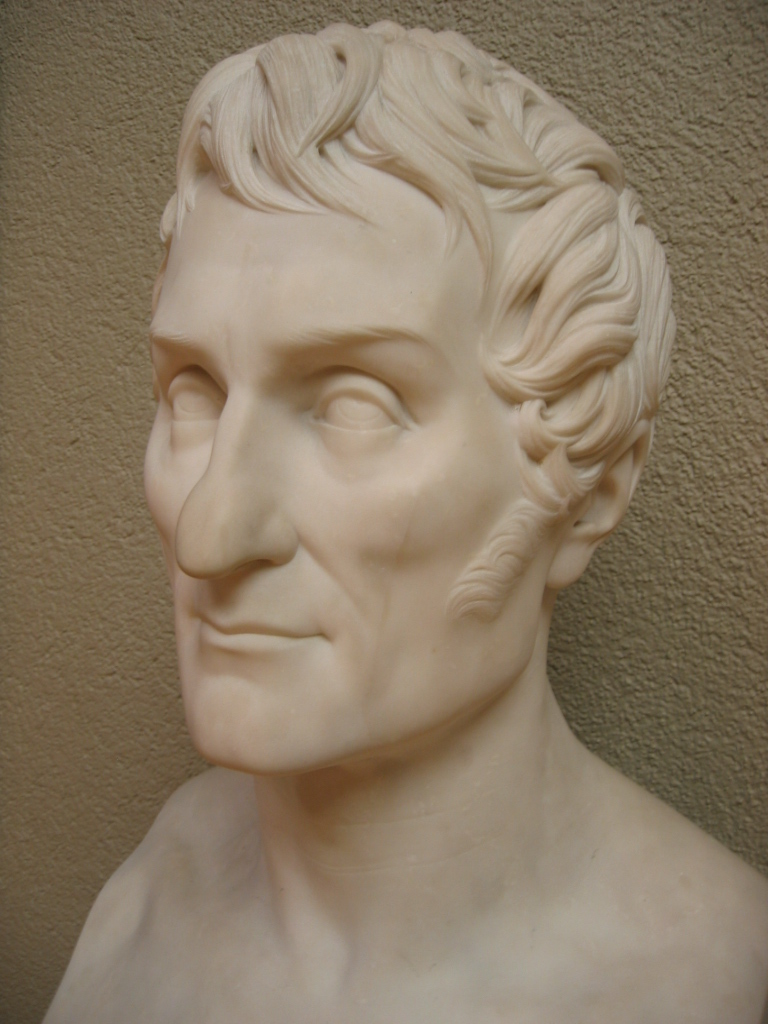

Charles Nodier, właśc. Jean-Charles-Emmanuel Nodier (ur. 29 kwietnia 1780 w Besançon, zm. 27 stycznia 1844 w Paryżu) – francuski pisarz i krytyk literacki, jeden z prekursorów romantyzmu we Francji.

## Życiorys
Był nieślubnym synem byłego oratorianina Antoine'a Nodiera, wybranego w 1790 merem Besançon, i jego służącej Suzanne Paris. Uczył się w kolegium oratoriańskim w rodzinnym mieście, następnie w Salins i Lyonie. Jego ojciec pragnął, by syn zdobył gruntowne wykształcenie i osobiście zajął się nauczaniem go łaciny, jak również rozbudził zainteresowanie literaturą, matematyką, botaniką i entomologią.
Chociaż Nodier był jeszcze dzieckiem, jego ojciec regularnie zabierał go do radykalnych klubów w czasie rewolucji francuskiej, gdzie chłopiec wygłaszał uprzednio współprzygotowane z nim przemówienia patriotyczne. Ten okres późniejszy krytyk literacki uważał za kluczowy dla rozwoju jego osobowości i republikańskich poglądów politycznych. 28 lipca 1794 Nodier zyskał lokalną popularność wygłaszając w czasie spotkania w dawnym kościele św. Magdaleny przemówienie na cześć Josepha Bary i Josepha Viali.

### Początek działalności literackiej
W październiku 1798, w trakcie studiów, został bibliotekarzem, jednak porzucił pracę z powodów politycznych. W tym czasie zaczął publikować pierwsze prace krytycznoliterackie poświęcone twórczości Shakespeare'a, wiersze oraz eseje z pogranicza polityki i literatury. W 1800 wrócił do pracy w bibliotece. Od 1804 zaczął tworzyć opowiadania fantastyczne, utrzymane w konwencji koszmarów sennych, majaczeń i halucynacji.
Od 1808 prowadził w Dole kurs wiedzy o literaturze, gdzie poznał swoją przyszłą żonę Désirée Charve. W 1808 napisał Rozumowy słownik francuskich wyrazów dźwiękonaśladowczych i nawiązał kontakty z pisarzami angielskimi – Herbertem Croftem i Mary Hamilton. W 1813 wyjechał razem z wojskami napoleońskimi do dzisiejszej Lublany, również na stanowisko szefa biblioteki. Rozpoczął tam pracę dziennikarską i naszkicował powieść Jan Sbogar. Wrócił do Paryża w rok później i podjął pracę w redakcji Le Journal des Débats oraz w dzienniku rojalistycznym Biały Sztandar. W 1822 otrzymał Legię Honorową.

### Romantyk
W 1820 zadebiutował jako dramatopisarz, wystawiając w Teatrze Porte Saint Martin sztukę Wampir, zainspirowaną angielskim gotycyzmem. W tym samym duchu utrzymane były jego kolejne opowiadania. Od 1821 prowadził kolumnę literacka w La Quotidienne, recenzując współczesne dzieła autorów francuskich oraz przybliżając czytelnikom twórczość pisarzy renesansowych oraz Waltera Scotta. Od 1824 przewodził nieformalnej grupie twórców sprzeciwiających się zasadom literackiego klasycyzmu, do której należeli Wiktor Hugo, Aleksander Dumas (ojciec), Alfred de Musset i inni młodzi autorzy romantyczni. Z czasem jednak Nodier sam znalazł się w opozycji do wymienionych autorów. W recenzjach publikowanych w Revue de Paris negatywnie ocenił m.in. utwór Hugo Ostatni dzień skazańca.
W 1833, po dwóch nieudanych próbach, otrzymał fotel członka Akademii Francuskiej.
Zmarł w 1844 i został pochowany na cmentarzu Père-Lachaise.

## Dzieła literackie oraz publicystyka
- 1798: Dissertation sur l'usage des antennes dans les insectes
- 1800: Pensées de Shakespeare extraites de ses ouvrages
- 1801: Bibliographie entomologique
- 1802: La Napoléone (pamflet)
- 1802: Stella ou les proscrits
- 1803: Le peintre de Salzbourg, journal des émotions d’un cœur souffrant
- 1804: Prophétie contre Albion
- 1804: Essais d’un jeune barde
- 1806: Les Tristes, ou mélanges tirés des tablettes d'un suicidé
- 1808: Dictionnaire des onomatopées françaises
- 1808: Apothéoses et imprécations de Pythagore
- 1810: Archéologie ou système universel des langues
- 1812: Questions de littérature légale
- 1815: Histoire des sociétés secrètes de l'armée
- 1815: Napoléon et ses constitutions
- 1816: Le vingt et un janvier
- 1818: Jean Sbogar
- 1819: Thérèse Aubert
- 1820: Le Vampire
- 1820: Mélanges de littérature et de critique
- 1820: Adèle
- 1820: Voyages pittoresques et romantiques dans l'ancienne France
- 1820: Romans, nouvelles et mélanges
- 1821: Smarra, ou les démons de la nuit
- 1821: Promenade de Dieppe aux montagnes d’Écosse
- 1821: Le Délateur
- 1821: Bertram, ou le château de Saint-Aldobrand
- 1822: Trilby ou le Lutin d'Argail
- 1823: Essai sur le gaz hydrogène et les divers modes d'éclairage artificiel
- 1823: Dictionnaire universel de la Langue française
- 1826: Bibliothèque sacrée grecque-latine de Moïse à saint Thomas d'Aquin
- 1828: Faust
- 1829: Mélanges tirés d’une petite bibliothèque
- 1830: Histoire du roi de Bohême et de ses sept châteaux
- 1830: De quelques phénomènes du sommeil
- 1831: Souvenirs, épisodes et portraits pour servir à l'histoire de la Révolution et de l'Empire
- 1832: La Fée aux miettes, wyd. polskie Wróżka Okruchów
- 1832: Mademoiselle de Marsan
- 1832: Jean-François les Bas-bleus
- 1832: Rêveries littéraires, morales et fantastiques
- 1832: Souvenirs de la jeunesse
- 1833: Le dernier banquet des Girondins
- 1833ː Le Combe de l'homme mort
- 1833: Trésors des fèves et fleurs des pois
- 1834: Notions élémentaires de linguistique
- 1834: Du langage factice appelé macaronique
- 1834: M. Cazotte
- 1835: La Péninsule, tableau pittoresque
- 1835-1836: La Saône et ses bords
- 1836-1837: La Seine et ses bords
- 1837-1840: Paris historique
- 1837: Inès de Las Sierras
- 1838: Les quatre talismans et la légende de sœur Béatrix
- 1839: La neuvaine de la chandeleur et de Lydie
- 1840: Souvenirs et portraits de la Révolution
- 1842: Description raisonnée d'une jolie collection de livres
- 1844: Journal de l'expédition des Portes de Fer
- 1844: Franciscus Columna